# Євдокимово (Парфенєвський район)
Євдокимово (рос. Евдокимово) — присілок в Парфенєвському районі Костромської області Російської Федерації.
Населення становить 16 осіб. Входить до складу муніципального утворення Ніколо-Поломське сільське поселення.

## Історія
У 1936-1944 роках населений пункт належав до Ярославської області. Від 1944 року належить до Костромської області.
Від 2007 року входить до складу муніципального утворення Ніколо-Поломське сільське поселення.

## Населення
| 2008 | 2010 | 2014 |
| ---- | ---- | ---- |
| 19   | ↘5   | ↗16  |